# James Butler (1er comte de Wiltshire)
Pour les articles homonymes, voir James Butler et Butler.
James Butler (24 novembre 1420 – 1er mai 1461), 1er comte de Wiltshire et 5e comte d'Ormonde, est un aristocrate anglo-irlandais et un combattant lancastrien durant la guerre des Deux-Roses.

## Biographie

### Début de carrière
Né le 24 novembre 1420 à Kilkenny, James Butler est le fils aîné de James Butler, 4e comte d'Ormonde, et de sa première épouse Jeanne de Beauchamp. Adoubé le 19 mai 1426 par le duc de Bedford, il se distingue militairement en France auprès du duc d'York avant 1445, est en poste à Calais et dans la Manche en 1450, puis participe la même année à l'écrasement de la rébellion de Jack Cade. En récompense de sa loyauté, il est créé le 8 juillet 1449 comte de Wiltshire, du vivant de son père, puis est nommé Lord Deputy d'Irlande en 1451 afin d'y exercer l'autorité du duc d'York en son absence. Il devient par ailleurs comte d'Ormonde à la mort de son père le 23 août 1452.
Proche du parti de la cour du roi Henri VI, James Butler est un allié de son épouse Marguerite d'Anjou. En raison de la folie qui frappe le roi à partir de l'été 1453, les partisans du duc d'York suggèrent à mots couverts qu'il serait le véritable père de l'héritier du trône, Édouard de Westminster, né le 13 octobre 1453. Nommé le 13 mars 1455 au poste de Lord-grand-trésorier, il prend ensuite part à la première bataille de St Albans le 22 mai suivant mais se réfugie dans un fossé et prend rapidement la fuite en se déguisant en moine afin d'échapper au duc d'York. Un chroniqueur remarque que « le comte de Wiltshire se battait surtout avec les talons, car il avait peur de perdre sa beauté ».

### Service auprès de la cour

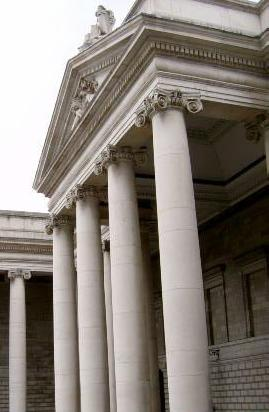
Le Parlement de Dublin refuse d'entériner la nomination de James Butler comme Lord lieutenant d'Irlande en décembre 1459.

Démis de son poste de trésorier sur ordre du duc d'York dès le 29 mai 1455, James Butler conserve cependant le soutien de la reine et est chargé de pourchasser les pirates dans la Manche. Il est une nouvelle fois nommé trésorier le 30 octobre 1458, après que Marguerite d'Anjou ait écarté les alliés du duc du gouvernement. Le mois suivant, plusieurs hommes de main du comte de Wiltshire sont impliqués dans une rixe avec ceux du comte de Warwick, provoquant la fuite précipitée de ce dernier à Calais. Admis dans l'ordre de la Jarretière en avril 1459, James Butler figure au sein de l'armée d'Henri VI lors de la déroute de Ludford Bridge le 12 octobre suivant, qui s'achève par la fuite du duc d'York.
Présent au Parlement des démons qui déchoit le duc d'York et ses alliés de leurs biens et de leurs droits le 20 novembre 1459, le comte de Wiltshire est nommé Lord lieutenant d'Irlande et chargé de se rendre en Irlande afin d'y déloger le duc. Toutefois, le Parlement d'Irlande réuni à Dublin rejette la décision d'Henri VI et continue de reconnaître l'autorité du duc d'York. Il proclame par ailleurs que toute personne cherchant à inciter un soulèvement contre le duc ou à comploter sa mort sera reconnue coupable de haute trahison. Ainsi, un messager envoyé par le comte à Dublin pour signifier au Parlement l'ordre d'arrêter le duc d'York est aussitôt jugé pour sédition et condamné à être hanged, drawn and quartered.

### Fuite et exécution
Désigné par les partisans de la maison d'York comme l'un des infâmes conseillers royaux dont ils demandent le renvoi, le comte de Wiltshire est contraint à la fuite après la capture d'Henri VI par le comte de Warwick à la bataille de Northampton le 10 juillet 1460. Une nouvelle fois déchu de son poste de trésorier le 28 juillet, James Butler rejoint probablement Marguerite d'Anjou et son fils en Écosse. Il prend part le 30 décembre 1460 à la bataille de Wakefield en empêchant le duc d'York de se replier au château de Sandal, assurant ainsi la victoire à la maison de Lancastre et la mort au combat du duc, puis se rend en Irlande afin d'y lever des troupes gaéliques pour servir la cause lancastrienne.

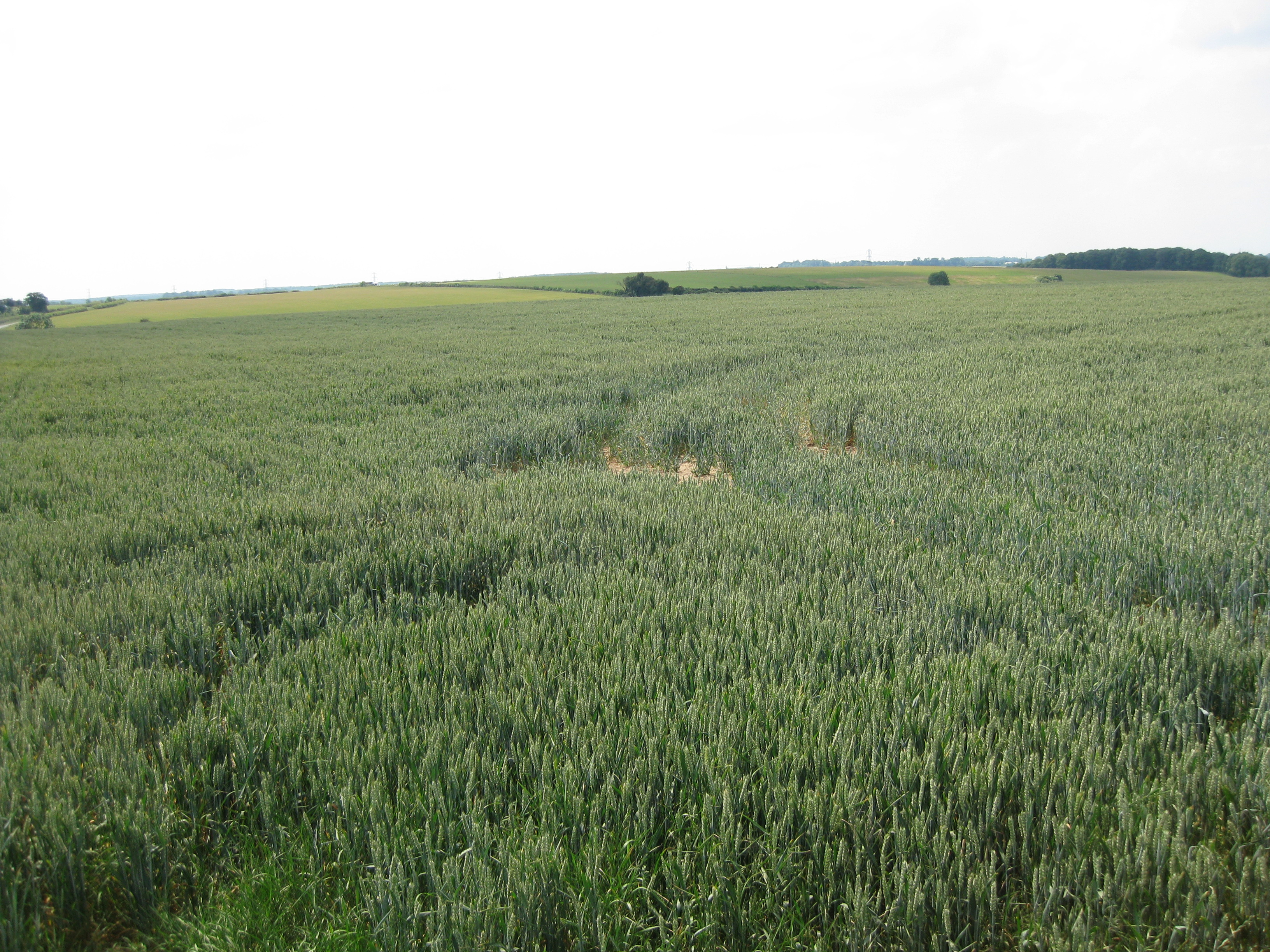
Bloody Meadow, site de la bataille de Towton, à l'issue de laquelle James Butler est capturé et condamné à mort par Édouard IV pour haute trahison.

Débarquant avec le comte de Pembroke au pays de Galles, le comte de Wiltshire est intercepté et vaincu le 2 février 1461 à la bataille de Mortimer's Cross par Édouard, le fils aîné du duc d'York. Il retrouve ensuite l'armée lancastrienne principale et affronte le 29 mars à la bataille de Towton l'armée yorkiste commandée par Édouard, qui a été proclamé roi début mars sous le nom d'Édouard IV par ses partisans à Londres. Capturé à l'issue des combats à Cockermouth, James Butler est transféré à Newcastle, où Édouard IV ordonne son exécution le 1er mai 1461. Sa tête est ensuite exposée sur le pont de Londres. Ses possessions et son titre de comte de Wiltshire sont confisqués à titre posthume par le premier Parlement yorkiste le 4 novembre suivant.

## Mariages
James Butler épouse en premières noces Avice Stafford, fille et héritière de Richard Stafford. Veuf en 1457, il épouse l'année suivante Éléonore Beaufort, fille aînée d'Edmond Beaufort, 1er duc de Somerset. Aucun de ces mariages n'ayant produit de descendance, son titre de comte d'Ormonde revient à son frère cadet John.